# Petr Vavřín
Petr Vavřín (18. května 1937 Olomouc – 14. června 2022) byl český elektrotechnik, v letech 1994–2000 rektor Vysokého učení technického v Brně (VUT).
V roce 1960 absolvoval Fakultu elektrotechniky Českého vysokého učení technického v Praze, obor řídící technika. O čtrnáct let později habilitoval na VUT, kde byl také jmenován v roce 1991 profesorem technické kybernetiky.
Od roku 1961 pracoval na Ústavu automatizace Fakulty elektrotechniky a komunikačních technologií VUT, v letech 1992–2005 tento ústav také vedl. V letech 1991–1994 byl prorektorem VUT pro zahraniční styky VUT, kde se mimo jiné zasadil o vybudování Českého technologického parku v kampusu Pod Palackého vrchem.
Obdržel zlatou medaili Masarykovy univerzity a také Medaili Ministerstva školství, mládeže a tělovýchovy za organizátorskou a koncepční práci ve prospěch českého vysokého školství.